# 邦納斯普林斯 (堪薩斯州)
邦納斯普林斯（英語：Bonner Springs）是一個位於美國堪薩斯州約翰遜縣、萊文沃思縣和懷恩多特縣的城市。

## 地方資料
根據2020年美國人口普查的數據，邦納斯普林斯的面積為41.43平方千米，當中陸地面積為40.48平方千米，而水域面積為0.95平方千米。當地共有人口7837人，而人口密度為每平方千米189.16人。